# جیسون گرکن
جیسون گرکن (انگلیسی: Jason Gerken) طبل‌زن و تهیه‌کننده اهل ایالات متحده آمریکا است. وی از سال ۱۹۹۲ میلادی تاکنون مشغول فعالیت بوده است.